# Hohenzollernplatz (München)

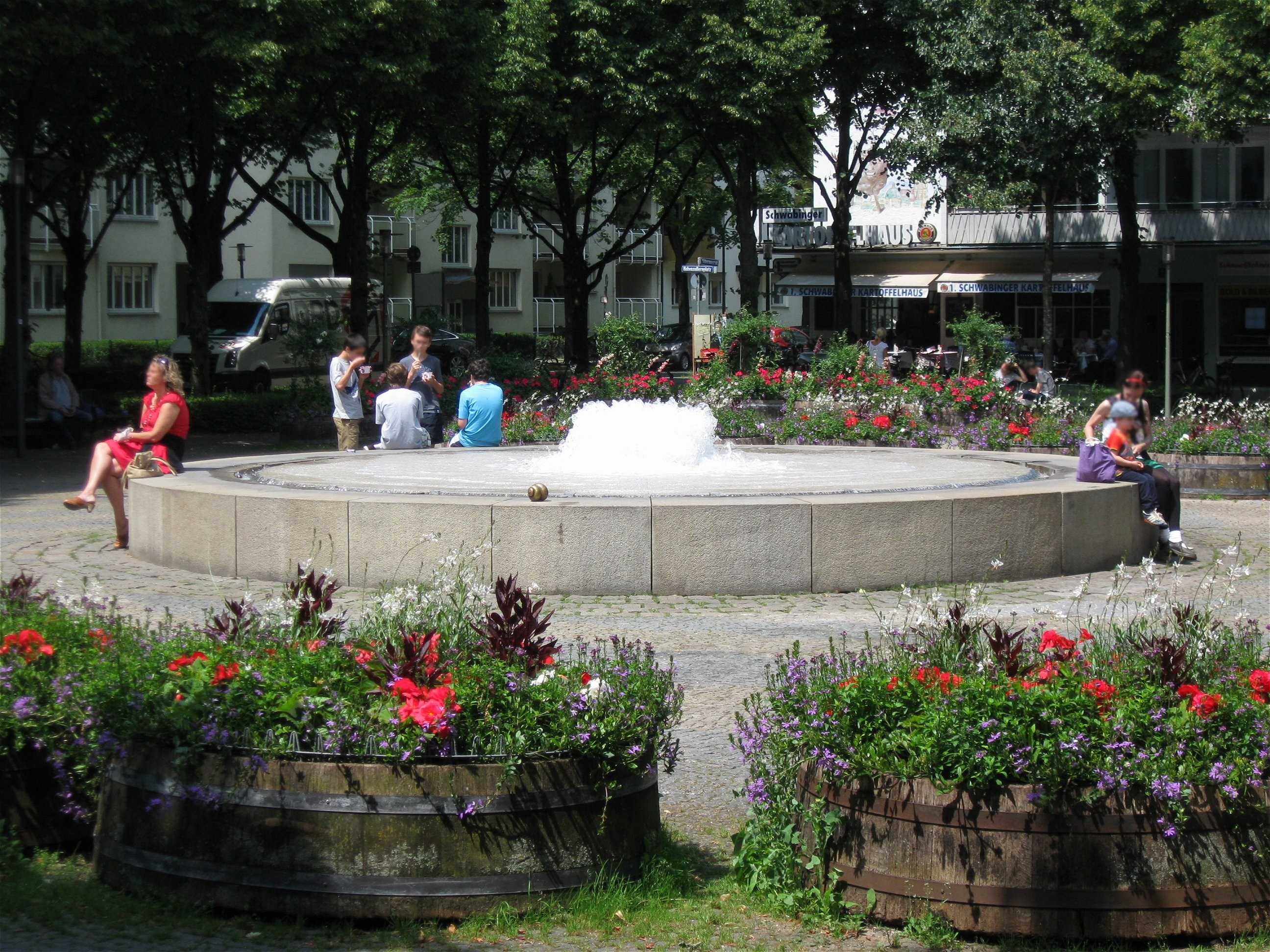
Brunnen von Alfred Aschauer

Der Hohenzollernplatz ist ein Platz im Stadtteil Schwabing-West in München. Er wurde im Jahr 1900 nach dem Adelshaus Hohenzollern benannt und ist ein gepflasterter Platz, mit Linden bepflanzt, aber ohne Grünflächen. In seiner Mitte steht ein Springbrunnen von Alfred Aschauer (1980).

## Lage
Der Hohenzollernplatz liegt auf der Nordseite der Hohenzollernstraße. Von Norden stoßen die Mittermayrstraße und die Erich-Kästner-Straße auf den Platz. Die Tengstraße endet von Süden, die Emanuelstraße und die Rankestraße von Osten kommend am Hohenzollernplatz. Er ist nach Süden offen. Die restliche Umgebung (Osten, Westen, Norden) besteht aus Wohnbebauung mit verschiedenen Geschäften in den Erdgeschossen.

## Verkehr
Der Hohenzollernplatz ist ein Verkehrsknotenpunkt in Schwabing mit einem U-Bahnhof der Linie U2 (und Verstärkerlinie U8), zwei Straßenbahnlinien, zwei Busverbindungen und zwei Nachtlinien (Straßenbahn und Bus).

### U-Bahnhof
Der am 10. Oktober 1980 eröffnete gleichnamige Bahnhof liegt in Nord-Süd-Lage in einer leichten Kurve unter dem Hohenzollernplatz und der Erich-Kästner-Straße. Die architektonische Gestaltung ist funktional, wie die der meisten in dieser Zeit entstandenen U-Bahnhöfe in München. Der ursprünglich geplante Luftschutzbunker für 300 Personen wurde aufgrund sinkender Zuschüsse nicht realisiert.

## Sonstiges
Der Platz wird oft für Stadtteilfeste und Weihnachtsmärkte genutzt.
Am Hohenzollernplatz wohnte Arlette Pielmann, Schauspielerin, Malerin, Fotomodell, Bohemienne, Muse sowie Geliebte von Theodor W. Adorno.